# Stapleton (Georgia)
Stapleton – miasto w Stanach Zjednoczonych, w stanie Georgia, w hrabstwie Jefferson.